# Джорджо Армані
Джо́рджо Арма́ні (італ. Giorgio Armani; 11 липня 1934, П'яченца) — італійський дизайнер модного одягу і аксесуарів, очільник дому моди Giorgio Armani.

## Життєпис
Джорджо Армані народився 11 липня 1934 року в італійському місті П'яченца. Після закінчення школи в 1955 році вступив у медичний університет П'яченца, але через два роки, розчарувавшись в медицині, кинув навчання.
Потім пішла нетривала служба в армії, після якої Армані влаштувався працювати оформлювачем вітрин у найбільшому магазині Мілана La Rinescente, а трохи пізніше обійняв посаду баєра (організатора закупівель і упорядника колекцій модного одягу).
Через деякий час Армані був запрошений на посаду асистента дизайнера в компанію Hitman, яка займалася чоловічими колекціями для престижного Будинку моди Nino Cerruti. Там він пропрацював 6 років. Паралельно з роботою в Hitman Армані співпрацював з марками Ungaro та Zegna як дизайнер.
У 1975 році разом з партнером Серджо Галеотті (Sergio Galeotti), Армані випустив першу чоловічу лінію prêt-a-porter, а рік опісля — аналогічну колекцію жіночого одягу під власною торговою маркою Giorgio Armani.
Особисті накопичення модельєра, за станом на березень 2009 року, оцінюється в 2,8 млрд доларів (понад 2 млрд доларів Армані втратив в 2008 році через різке зниження рівня продажів продукції його корпорації в зв'язку зі світовою фінансовою кризою).
За час своєї кар'єри Армані отримав кілька національних і міжнародних премій, включаючи Орден за заслуги перед Республікою, Премію найкращого міжнародного дизайнера і Премію за професійні досягнення за лінію чоловічого одягу — обидві премії від Ради дизайнерів моди Америки. Крім цього, він отримав почесну ступінь доктора від Королівського коледжу Мистецтв, премію «Дизайнер року», в 2003 році — інавгураційній премію Rodeo Drive «Walk of Style» за свою новаторську роль у справі об'єднання світу моди і світу кіно.
3 липня 2008 року Армані був нагороджений державною нагородою Франції — орденом Почесного легіону. Нагороду модельєру вручив президент Франції Ніколя Саркозі.
З 2002 року Армані став Послом Доброї Волі Управління Верховного комісара у справах біженців ООН.

## Особисте життя
Армані веде дуже закритий спосіб життя, публічно оголошувався бісексуалом. Він мав давні стосунки зі своїм діловим партнером, модельєром Серджіо Галеотті, який помер від серцевого нападу в 1985 році. У нього також є родичі у Сполучених Штатах. За словами родичів, Джорджіо Армані проводить багато часу на своїй 200-футовій яхті та любить вітрильний спорт.

## Виноски
1. ↑  RKDartists
2. ↑  Filmportal.de — 2005.
3. ↑  CONOR.Sl
4. ↑  Творец «Звёздных войн» Джордж Лукас возглавил список самых богатых людей искусства. Архів оригіналу за 17 липня 2009. Процитовано 3 серпня 2009.
5. ↑  Армани стал кавалером ордена Почетного Легиона. Архів оригіналу за 21 вересня 2010. Процитовано 3 серпня 2009.
6. ↑  Armani, Giorgio (b. 1934). glbtq.com. Архів оригіналу за 27 лютого 2015. Процитовано 24 квітня 2015.
7. ↑  Will Giorgio Armani be the Last Fashion Designer? [Архівовано 23 March 2015 у Wayback Machine.] New York. Retrieved 24 April 2015.
8. ↑  Giorgio Armani and Sergio Galeotti: A Love Story [Архівовано 13 July 2015 у Wayback Machine.] LuxeMag, 21 July 2010. Retrieved 24 April 2015.